# Edward Smith-Stanley, XIV conte di Derby
Edward George Geoffrey Smith-Stanley, XIV conte di Derby (Knowsley Park, 29 marzo 1799 – Knowsley Park, 23 ottobre 1869), è stato un politico inglese.
Ha fatto parte del Partito Conservatore.
È stato Primo ministro del Regno Unito tre volte: dal 23 febbraio al 19 dicembre 1852, dal 20 febbraio 1858 al 12 giugno 1859 e dal 28 giugno 1866 al 27 febbraio 1868.

## Biografia

### I primi anni e l'educazione
Stanley nacque da Edward Smith-Stanley, XIII conte di Derby e da Charlotte Margaret Hornby, figlia del reverendo Geoffrey Hornby. Gli Stanleys erano uno dinastia di proprietari terrieri da molte generazioni ed avevano accumulato una grande ricchezza, fissando la loro residenza a Knowsley Hall nel Lancashire. Stanley venne educato al College di Eton ed al Christ Church di Oxford.

### La carriera politica, 1820-1852
Egli venne eletto al parlamento inglese per il partito dei Whig nel 1820. Quando i Whigs tornarono al potere nel 1830, Stanley divenne Capo segretario per l'Irlanda nel governo di Lord Grey, ed entrò nel gabinetto di governo nel 1831. Nell'ottobre del 1831 Stanley scrisse una lettera (nota col nome di Stanley Letter) ad Augustus FitzGerald, III duca di Leinster stabilendo il sistema di educazione nazionale in Irlanda - questa lettera rimane ancora oggi la base legale per gran parte dell'educazione in Irlanda. Nel 1833 Stanley venne spostato nella rilevante posizione di Segretario di Stato per la guerra e le colonie. Stanley, come Whig conservatore, decise di rompere col suo governo a causa della riforma della Chiesa d'Irlanda nel 1834 e diede quindi le proprie dimissioni. Egli quindi formò un gruppo denominato Derby Dilly e tentò di barcamenarsi tra i whig radicali di lord Russel e il conservatorismo dei Tories, ma malgrado i suoi sforzi sir Robert Peel ed i Tories tornarono al centro dell'attenzione generale pubblicando nel 1834 il cosiddetto Manifesto Tamworth che conteneva gran parte dei programmi prospettati da Stanley.
Il termine Derby Dilly venne coniato dal nazionalista irlandese Daniel O'Connell. Oltre a Stanley, gli altri membri principali del gruppo furono Sir James Graham, che si era dimesso dalla carica di Primo lord dell'ammiragliato; Lord Ripon, che si era dimesso dalla carica di Lord custode del sigillo privato; ed il Duca di Richmond, che si era dimesso dalla carica di Postmaster General.
Nel 1840 partecipò alla World Anti-Slavery Convention, un'assemblea per l'abolizione della schiavitù che si riunì per la prima volta all'Exeter Hall di Londra, dal 12 al 23 giugno 1840. Fu organizzata dalla British and Foreign Anti-Slavery Society, in gran parte su iniziativa del quacchero inglese Joseph Sturge. L'esclusione delle donne dalla convenzione diede un grande impulso al movimento per il suffragio femminile negli Stati Uniti.
Anche se il gruppo non prese parte al ministero di Peel del 1835, gradualmente negli anni successivi si avvicinò alle politiche conservatrici, e molti membri del Derby Dilly presero posizioni di rilievo nel governo di Peel del 1841.
Affiancandosi ai conservatori, Stanley fu nuovamente nominato Segretario per la Guerra e le Colonie nel secondo governo di sir Robert Peel del 1841. Nel 1844 egli venne elevato alla Camera dei Lords per succedere al titolo di Barone di Stanley detenuto da suo padre con un writ of acceleration. Nel 1845 ruppe nuovamente col primo ministro, questa volta sulla questione delle Corn Laws e riuscì a portare la maggior parte del partito conservatore con sé (incluso, tra gli altri, il giovane Benjamin Disraeli), giungendo a definirsi quale capo della fazione protezionista del partito conservatore. Nel 1851 egli succedette al padre al titolo di Conte di Derby.

### La carriera politica, 1852-1869
Derby formò un governo di minoranza nel febbraio del 1852 a seguito del collasso del governo whig di Russell. In questo nuovo gabinetto di governo, Benjamin Disraeli venne nominato Cancelliere dello Scacchiere. Quando l'ormai anziano Duca di Wellington lesse la lista dei nuovi ministri alla Camera dei Lords si dice abbia esclamato "Chi? Chi?" e pertanto il governo divenne noto come "Who? Who? Ministry".
A questo punto, Derby ed il suo Segretario di Stato per gli Affari Esteri Lord Malmesbury e poi anche suo figlio Lord Stanley si dedicarono a fortificare il potere finanziario del nuovo governo, cercando di evitare di ingaggiare guerre su qualsiasi fronte, cooperando con altre potenze e lavorando con loro per cercare di risolvere i problemi diplomatici. Questa politica strideva fortemente con la politica di prestigio e potenza militare che lo stesso Disraeli avrebbe poi applicato durante il suo periodo da primo ministro anni dopo, e Derby divenne pertanto noto come il fautore della politica dello "splendido isolamento".
Alle elezioni generali del giugno del 1852 il partito conservatore guidato da Derby e Disraeli riuscì a guadagnare 330 seggi alla Camera dei Comuni (42,9% del totale). I whig riuscirono a raggiungere la quota di 292 seggi; vi era inoltre un piccolo gruppo di 38 conservatori, detto dei Peeliti, che avrebbero potuto schierarsi con i whig su argomenti specifici, ma che non era ancora pronto a un'alleanza di governo con il Partito whig. Per questo motivo il conte di Derby venne costretto a formare un governo di minoranza e decise di nominare Disraeli quale nuovo Cancelliere dello Scacchiere. Come era prevedibile il nuovo governo faticava a far approvare i propri decreti e tutte le forze dei ministri erano concentrate nel mantenere il voto di fiducia degli indecisi. Il governo venne pubblicamente accusato inoltre il 14 settembre 1852 quando morì l'ottantatreenne duca di Wellington ed il primo ministro si preoccupò a tal punto di tale evento da spingere gli oppositori a dichiarare che il governo si "occupava di più di un duca morto che degli interessi dei vivi".
Ad ogni modo le necessità di governo non poterono essere posticipate più a lungo e quando Disraeli sottopose il proprio primo bilancio al parlamento nel dicembre 1852 esso risultò a tal punto impopolare presso i Peeliti e presso gli altri gruppi di indecisi che subì un voto contrario.
La caduta del governo di minoranza del conte di Derby aprì la strada per una coalizione peeliti-whig sotto la guida di Lord Aberdeen.
Nel 1858 Derby formò un nuovo governo di minoranza dopo le dimissioni di Lord Palmerston dal ruolo di primo ministro, ponendo Disraeli nuovamente a Cancelliere dello Scacchiere e come Leader della Camera dei Comuni. Tra i successi ottenuti da questa nuova amministrazione vi fu la fine della Compagnia britannica delle Indie orientali a seguito dei moti indiani del 1857, che portò l'India sotto il diretto controllo britannico. Ad ogni modo anche questo governo fu di breve durata e collassò dopo solo un anno.
Derby ritornò al potere per la terza e ultima volta nel 1866 a seguito della crisi del secondo governo Russell. Ancora una volta Disraeli fu una figura principale e questa amministrazione si distinse particolarmente per l'approvazione del Reform Act del 1867 che espanse notevolmente il suffragio. All'inizio del 1868 Derby si ritirò dalla vita politica lasciando Disraeli quale suo successore.
Benché fosse un grande oratore, Derby venne frequentemente criticato per la sua debole capacità di guida. La sua reggenza a capo dei conservatori per 22 anni è tuttavia ancora oggi la più lunga nella storia inglese.
Stanley (talvolta indicata come "Port Stanley"), capitale delle isole Falkland, deve il suo nome a Edward Smith-Stanley.

## Matrimonio
Nel 1825 sposò Emma Caroline Bootle-Wilbraham. Ebbero tre figli:
- Edward Henry Stanley, XV conte di Derby (21 luglio 1826-21 aprile 1893), sposò Lady Mary Sackville-West, non ebbero figli;
- Frederick Arthur Stanley, XVI conte di Derby (15 gennaio 1841-14 giugno 1908);
- Lady Emma Charlotte Stanley (?-1928), posò Wellington Patrick Manvers Chetwynd Talbot, figlio di Charles Chetwynd-Talbot, II conte Talbot.

## Ascendenza
|                                              |                   |                                             | Genitori                                     |  |  | Nonni |  |  | Bisnonni                             |  |  | Trisnonni                             |  |
|                                              |                   |                                             |                                              |  |  |       |  |  | 8. James Smith-Stanley, lord Strange |  |  | 16. Edward Stanley, XI conte di Derby |  |
|                                              |                   |                                             |                                              |  |  |       |  |  | 8. James Smith-Stanley, lord Strange |  |  | 16. Edward Stanley, XI conte di Derby |  |
|                                              |                   | 17. Elizabeth Hesketh                       |                                              |  |  |       |  |  | 8. James Smith-Stanley, lord Strange |  |  |                                       |  |
| 4. Edward Smith-Stanley, XII conte di Derby  |                   |                                             |                                              |  |  |       |  |  | 8. James Smith-Stanley, lord Strange |  |  |                                       |  |
|                                              |                   | 9. Lucy Smith                               | 18. Hugh Smith                               |  |  |       |  |  |                                      |  |  |                                       |  |
|                                              |                   | 9. Lucy Smith                               | 18. Hugh Smith                               |  |  |       |  |  |                                      |  |  |                                       |  |
|                                              |                   | 9. Lucy Smith                               | 19. Dorothy Barrett-Lennard                  |  |  |       |  |  |                                      |  |  |                                       |  |
| 2. Edward Smith-Stanley, XIII conte di Derby |                   | 9. Lucy Smith                               |                                              |  |  |       |  |  |                                      |  |  |                                       |  |
|                                              |                   | 10. James Hamilton, VI duca di Hamilton     | 20. James Hamilton, V duca di Hamilton       |  |  |       |  |  |                                      |  |  |                                       |  |
|                                              |                   | 10. James Hamilton, VI duca di Hamilton     | 20. James Hamilton, V duca di Hamilton       |  |  |       |  |  |                                      |  |  |                                       |  |
|                                              |                   | 10. James Hamilton, VI duca di Hamilton     | 21. lady Anne Cochrane                       |  |  |       |  |  |                                      |  |  |                                       |  |
| 5. lady Elizabeth Hamilton                   |                   | 10. James Hamilton, VI duca di Hamilton     |                                              |  |  |       |  |  |                                      |  |  |                                       |  |
|                                              |                   | 11. Elizabeth Gunning                       | 22. John Gunning                             |  |  |       |  |  |                                      |  |  |                                       |  |
|                                              |                   | 11. Elizabeth Gunning                       | 22. John Gunning                             |  |  |       |  |  |                                      |  |  |                                       |  |
|                                              |                   | 11. Elizabeth Gunning                       | 23. hon. Bridget Bourke                      |  |  |       |  |  |                                      |  |  |                                       |  |
| 1. Edward Smith-Stanley, XIV conte di Derby  |                   | 11. Elizabeth Gunning                       |                                              |  |  |       |  |  |                                      |  |  |                                       |  |
|                                              | 12. Edmund Hornby | 24. Geoffrey Hornby                         |                                              |  |  |       |  |  |                                      |  |  |                                       |  |
|                                              | 12. Edmund Hornby | 24. Geoffrey Hornby                         |                                              |  |  |       |  |  |                                      |  |  |                                       |  |
|                                              | 12. Edmund Hornby | 25. Susannah Sherdley                       |                                              |  |  |       |  |  |                                      |  |  |                                       |  |
| 6. rev. Geoffrey Hornby                      | 12. Edmund Hornby |                                             |                                              |  |  |       |  |  |                                      |  |  |                                       |  |
|                                              |                   | 13. Margaret Winckley                       | 26. John Winckley                            |  |  |       |  |  |                                      |  |  |                                       |  |
|                                              |                   | 13. Margaret Winckley                       | 26. John Winckley                            |  |  |       |  |  |                                      |  |  |                                       |  |
|                                              |                   | 13. Margaret Winckley                       | 27. Margaret Elizabeth Starkie               |  |  |       |  |  |                                      |  |  |                                       |  |
| 3. Charlotte Margaret Hornby                 |                   | 13. Margaret Winckley                       |                                              |  |  |       |  |  |                                      |  |  |                                       |  |
|                                              |                   | 14. James Smith-Stanley, lord Strange (= 8) | 28. Edward Stanley, XI conte di Derby (= 16) |  |  |       |  |  |                                      |  |  |                                       |  |
|                                              |                   | 14. James Smith-Stanley, lord Strange (= 8) | 28. Edward Stanley, XI conte di Derby (= 16) |  |  |       |  |  |                                      |  |  |                                       |  |
|                                              |                   | 14. James Smith-Stanley, lord Strange (= 8) | 29. Elizabeth Hesketh (= 17)                 |  |  |       |  |  |                                      |  |  |                                       |  |
| 7. lady Lucy Smith-Stanley                   |                   | 14. James Smith-Stanley, lord Strange (= 8) |                                              |  |  |       |  |  |                                      |  |  |                                       |  |
|                                              |                   | 15. Lucy Smith (= 9)                        | 30. Hugh Smith (= 18)                        |  |  |       |  |  |                                      |  |  |                                       |  |
|                                              |                   | 15. Lucy Smith (= 9)                        | 30. Hugh Smith (= 18)                        |  |  |       |  |  |                                      |  |  |                                       |  |
|                                              |                   | 15. Lucy Smith (= 9)                        | 31. Dorothy Barrett-Lennard (= 19)           |  |  |       |  |  |                                      |  |  |                                       |  |
|                                              |                   | 15. Lucy Smith (= 9)                        |                                              |  |  |       |  |  |                                      |  |  |                                       |  |